# 普希金諾區

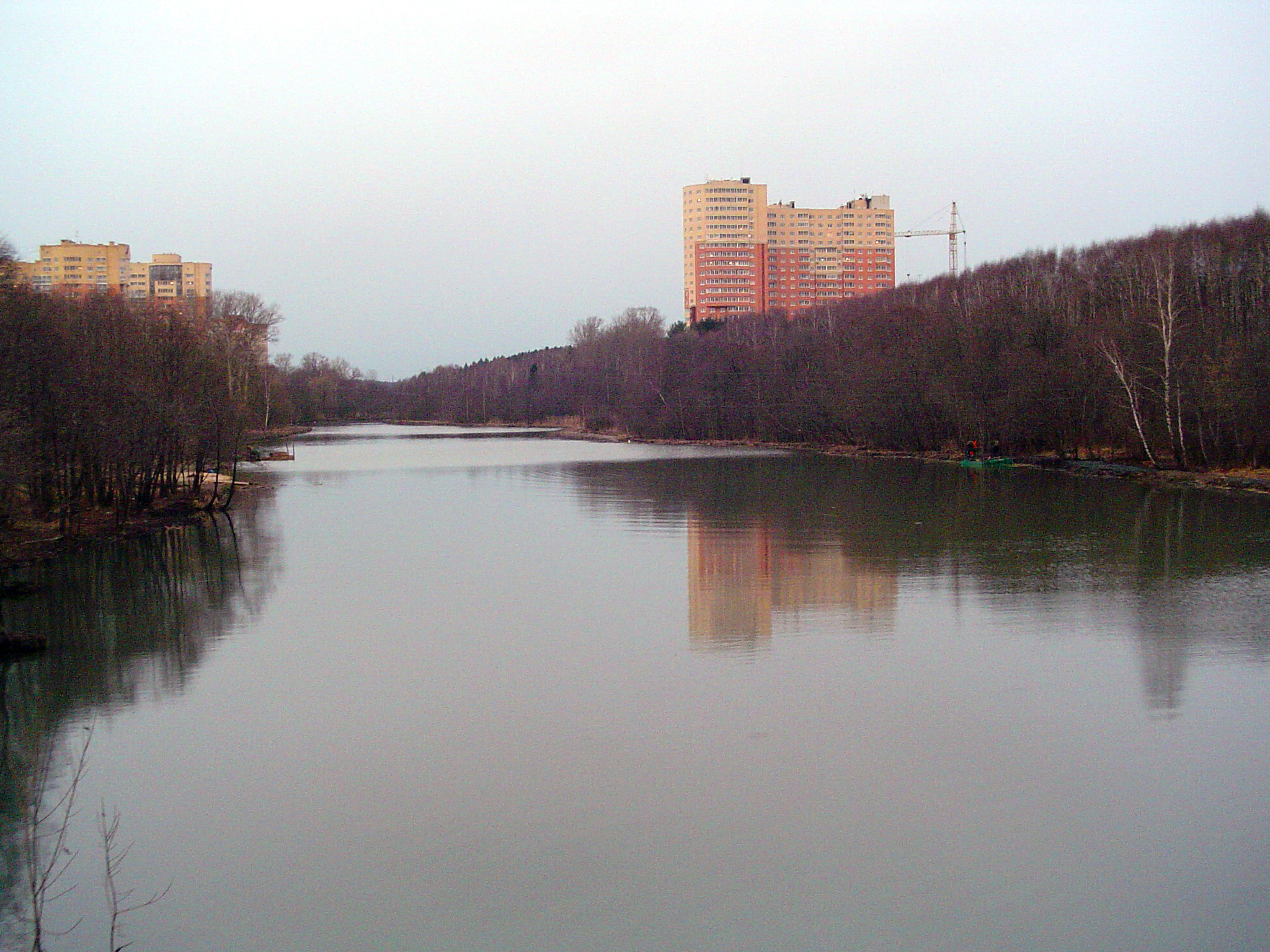

56°00′N 37°50′E / 56.000°N 37.833°E
普希金諾區（俄语：Пушкинский район），是俄羅斯的一個區，位於該國西部，由莫斯科州負責管轄，面積571.47平方公里，2010年該區人口177,510，人口密度每平方公里310.62人。